# Jason Bateman
Jason Kent Bateman (ur. 14 stycznia 1969 w Rye w stanie Nowy Jork) – amerykański aktor, producent filmowy i reżyser telewizyjny.
Laureat Złotego Globu i Nagrody Satelity za rolę Michaela Blutha, wdowca wychowującego trzynastoletniego syna George’a Michaela (Michael Cera) w sitcomie Fox / Netflix Bogaci bankruci (2003–2006 i 2013–2019).
26 lipca 2017 otrzymał własną gwiazdę w Alei Gwiazd w Los Angeles znajdującą się przy 6533 Hollywood Boulevard.

## Życiorys
Urodził się w Rye w stanie Nowy Jork jako syn Victorii Elizabeth, stewardesy Pan Am, i Bruce’a Kenta Batemana, trenera, producenta, aktora, scenarzysty i menadżera teatralnego. Jego matka pochodziła z Shrewsbury w Anglii. Jego starsza siostra Justine Bateman (ur. 19 lutego 1966) to także aktorka. Kiedy miał cztery lata, wraz z rodziną przeprowadził się do Salt Lake City w Utah.
Zadebiutował w telewizji w serialu NBC Domek na prerii (Little House on the Prairie, 1981–1982) jako James Cooper Ingalls, adoptowany syn pionierów Charlesa (Michael Landon) i Caroline Ingalls (Karen Grassle). Stał się popularny wśród młodszej publiczności, zwłaszcza nastolatek dzięki roli Dereka Taylora, szkolnego przyjaciela Ricky’ego (Ricky Schroder) w sitcomie NBC Silver Spoons (1982–1984). Wkrótce jako 15-latek otrzymał rolę Matthew Burtona w sitcomie NBC It’s Your Move (1984–1985) z Tricią Cast. W kolejnym sitcomie NBC The Hogan Family (1986–1991) grał postać mądrego nastolatka Davida Hogana. Sukcesem okazał się sitcom Fox Bogaci bankruci (Arrested Development), w którym występował jako Nichael „Michael” Bluth.

## Życie prywatne
3 lipca 2001 ożenił się z Amandą Anką, córką Paula Anki. Para ma dwie córki: Francescę Norę (ur. 28 października 2006) i Maple Sylvie (ur. 10 lutego 2012).

## Filmografia

### Filmy fabularne
- 1987: Nastoletni wilkołak dwa (Teen Wolf Too) jako Todd Howard
- 1987: Bates Motel (TV) jako Tony Scotti
- 1991: Trudne zwycięstwo (Necessary Roughness) jako Jarvis Edison
- 1992: Breaking the Rules jako Phil Stepler
- 1999: Ta przebrzydła miłość (Love Stinks) jako Jesse Travis
- 2001: Sol Goode jako Spider
- 2001: Między nami facetami (Some Of My Best Friends) jako Warren Fairbanks
- 2001: Sol Goode jako Spider
- 2002: Ostrożnie z dziewczynami (The Sweetest Thing) jako Roger
- 2002: Jedno wyjście (One Way Out) jako John Farrow
- 2003: Bogaci bankruci (Arrested Development) jako Michael Bluth
- 2004: Zabawy z piłką (Dodgeball: A True Underdog Story) jako Pepper Brooks
- 2004: Starsky i Hutch (Starsky & Hutch) jako Friday
- 2005: Strefa mroku (The Twilight Zone) jako Scott Crane
- 2006: Sztuka zrywania (The Break-Up) jako Riggleman
- 2006: Artur i Minimki (Arthur and the Invisibles) jako Darkos (głos)
- 2006: As w rękawie (Smokin' Aces) jako Rupert „Rip” Reed
- 2006: Stara miłość nie rdzewieje (The Ex) jako Chip Sanders
- 2007: Królestwo (The Kingdom) jako Adam Leavitt
- 2007: Pana Magorium cudowne emporium (Mr. Magorium's Wonder Emporium) jako Henry Weston
- 2007: Juno jako Mark Loring
- 2008: Promocja (The Promotion) jako szef na obozie
- 2008: Jaja w tropikach (Tropic Thunder) jako Jason Bateman (Cameo)
- 2008: Chłopaki też płaczą (Forgetting Sarah Marshall) jako detektyw w „Animal Instincts”
- 2008: Hancock jako Ray Embrey
- 2009: W chmurach (Up in the Air) jako Craig Gregory
- 2009: Sit Down, Shut Up jako Larrya (głos)
- 2009: Ekstrakt (Extract) jako Joel Reynolds
- 2009: Stan gry (State of Play) jako Dominic Foy
- 2009: Raj dla par (Couples Retreat) jako Jason Smith
- 2010: Tak to się teraz robi (The Switch) jako Wally Mars
- 2010: Paul jako agent Lorenzo Zoil
- 2011: Szefowie wrogowie jako Nick Hendricks
- 2011: Zamiana ciał jako Dave Lockwood / Mitch Planko
- 2012: Mansome jako Bateman
- 2012: Bij i wiej (Hit and Run) jako oficer Keith Yert
- 2013: Złodziej tożsamości (Identity Thief) jako Sandy Bigelow Patterson
- 2013: Disconnect jako Rich Boyd
- 2014: Szkoła życia (Bad Words) jako Guy Trilby (także reż.)
- 2014: Powiedzmy sobie wszystko (This Is Where I Leave You) jako Judd Altman
- 2014: The Longest Week jako Conrad Valmont
- 2014: Szefowie wrogowie 2 (Horrible Bosses 2) jako Nick Hendricks
- 2015: Dar (The Gift) jako Simon Callem
- 2016: Zwierzogród (Zootopia) jako Nick Wilde
- 2018: Wieczór gier (Game Night) jako Max Davis
- 2021: Thunder Force jako Krab (Jerry "The Crab")
- 2023: Air jako Rob Strasser
- 2023: Szczęśliwiec (oryg. Fool's Paradise) jako Technik SPFX (Spfx Tech)
- 2024: Kontrola bezpieczeństwa (oryg. Carry-On) jako Podróżny (Mysterious Traveler)

### Seriale TV
- 1981–1982: Domek na prerii (Little House on the Prairie) jako James Cooper Ingalls
- 1982–1984: Silver Spoons jako Derek Taylor
- 1984: Nieustraszony (Knight Rider) jako Doug Wainwright
- 1984–1985: Czas na Twój ruch (It's Your Move) jako Matthew Burton
- 1985: Robert Kennedy i jego czasy (Robert Kennedy i jego czasy) jako Joe Kennedy III
- 1986: Pan Belvedere (Mr. Belvedere) jako Sean
- 1986: St. Elsewhere jako Tim Moynihan
- 1986: Cudowny świat Walta Disneya (The Wonderful World of Disney) jako Steve Tilby
- 1986–1991: The Hogan Family jako David Hogan
- 1988: Ruchomy cel (Moving Target) jako Toby Kellogg
- 1988: W naszym domu (Our House) jako Brian Gill
- 1992: Przygodny znajomy (A Taste for Killing) jako Blaine Stockard III
- 1995: Prawo Burke’a (Burke’s Law) jako Jason Ripley
- 1995: Państwo Hart: Sekrety rodzinne (Hart to Hart: Secrets of the Hart) jako Stuart Morris
- 1995–1996: Simon jako Carl Himple
- 1996: Ned i Stacey (Ned and Stacey) jako Bobby Van Lowe
- 1997: Chicago Sons jako Harry Kulchak
- 1997–1998: George i Leo (George & Leo) jako Ted Stoody
- 2001: Między nami facetami (Some of My Best Friends) jako Warren Fairbanks
- 2003–2006, 2013, 2018–2019: Bogaci bankruci (Arrested Development) jako Michael Bluth
- 2005: Bobby kontra wapniaki (King of the Hill) jako dr Leslie (głos)
- 2005: Liga Sprawiedliwych bez granic (Justice League Unlimited) jako Hermes (głos)
- 2005: Wróżkowie chrzestni (The Fairly OddParents) jako Tommy (głos)
- 2006: Hoży doktorzy (Scrubs) jako pan Sutton
- 2009: Sit Down, Shut Up jako Larry Littlejunk
- 2013: Bogaci bankruci (Arrested Development) jako Michael Bluth
- 2013: Yo Gabba Gabba! jako Bateman
- 2014: Fisherowie (Growing Up Fisher) jako narrator
- 2017: Ozark jako Martin Byrde
- 2020: Outsider jako Terry Maitland

### Reżyser
- 2008: Do Not Disturb
- 1998–1999: Brother’s Keeper
- 1998–2002: For Your Love
- 1989–1998: Family Matters
- 1986–1988: Valerie